# Laurent Dufaux
Laurent Dufaux (nascido em 20 de maio de 1969) é um ex-ciclista suíço, profissional de 1991 a 2004. Competiu nos Jogos Olímpicos de Verão de 2000. Foi campeão nacional de estrada em 1991.